# Оберлендер, Теодор
Теодо́р Оберле́ндер (нем. Theodor Oberländer; 1 мая 1905, Майнинген, Германская империя, — 4 мая 1998, Бонн, ФРГ) — немецкий ультраконсервативный политический деятель, с 1933 года член НСДАП. Специалист по Восточной Европе. В 1941 году политический руководитель батальона «Нахтигаль». После его расформирования — командир батальона особого назначения «Бергман», действовавшего на Северном Кавказе. В 1953—1960 годах министр по делам перемещенных лиц, беженцев и жертв войны. В 1959 году против него в СССР и ГДР поднялась кампания по ознакомлению с его деятельностью во время войны. Он обвинялся в военных преступлениях, в том числе совершенных батальоном «Нахтигаль» во Львове. В результате действия общественного мнения, настроенного против него, в мае 1960 года покинул свою должность.

## Биография

### Образование и профессиональная карьера
Родился в протестантской семье. В 1923 году окончил майнингенскую гуманитарную гимназию «Бернгардинум» и поступил в мюнхенский университет Людвига-Максимилиана на сельскохозяйственный факультет. В 1927 году получил диплом по специальности «агроном». Проработав год по специальности, занялся изучением экономики в Кёнигсбергском университете.
В 1929 году получил в Берлине степень доктора сельскохозяйственных наук за диссертацию «Основы сельского хозяйства Литвы», а годом позже стал в Кёнигсберге доктором политических наук за работу «Урбанизация в Германии и меры аграрной политики по её предотвращению».
В качестве сотрудника немецко-советского акционерного общества Saatbau AG в 1928 году полгода пробыл в СССР. В 1932 году с целью сельскохозяйственной практики вновь посетил СССР, а также Китай, Японию, Канаду и США.
В 1933 году возглавил Институт восточноевропейской экономики при Кёнигсбергском университете. В 1934 году стал адъюнкт-профессором по сельскому хозяйству и директором Института Восточной Европы в Данциге. Тогда же назначен рейхсляйтером Союза германского Востока. С 1937 года работает в университете Грайфсвальда, а в 1938 году становится сотрудником абвера.
В 1940 году начал работать на кафедре общественно-политических наук университета Карла-Фердинанда в Праге, а в 1941 году занял пост декана факультета права и общественно-политических наук.

### Нацистская деятельность
В самом начале 20-х вступил в «Чёрный рейхсвер», а также в «Бунд Оберланд», составивший в 1921 году ядро баварских СА.
Принимал участие в «Пивном путче».
Имел чин оберштурмбаннфюрера СА. Также состоял в Немецком народном союзе обороны и наступления. 1 мая 1933 года вступил в НСДАП.

### Изучение Восточной Европы
Основной деятельностью Оберлендера являлось изучение Восточной Европы, что было крайне актуально в свете германского курса на возвращение восточных территорий, утраченных после Первой мировой войны. Однако приготовления к войне против СССР потребовали разработки экономических и этнических планов по установлению в Восточной Европе «нового порядка». Главной организацией, занимающейся в то время исследованием Восточной Европы, было Бюро публикаций Далем, являющееся филиалом Государственного секретного архива Пруссии и работавшее совместно с СД и Управлением по вопросам консолидации германского народа.
Здесь проводились и публиковались исследования, касающиеся, в частности, немцев, проживающих в Польше и Прибалтике. Оберлендер стал одним из вдохновителей этнической концепции «нового порядка» в Восточной Европе («Борьба на переднем крае», 1937), придерживаясь мнения, что экономический спад в Германии — это результат действий «восточноевропейского еврейства», являющегося агентурой Коминтерна.

### Вторая мировая война
В ходе Второй мировой войны теория Оберлендера о том, что причиной социальных проблем является перенаселенность, широко использовалась для оправдания жестокости СС на оккупированных территориях и массового насильственного переселения. Главным положением данной теории была необходимость уничтожения населения с целью установления немецкого господства.
Перед войной был назначен политическим руководителем батальона «Нахтигаль». С осени 1941 года до июня 1943 года командовал батальоном «Бергманн».
По данным советских историков, был одним из организаторов «среднего звена» многочисленных преступных акций нацистов на территории СССР, нередко лично принимал участие в пытках и казнях.
После того, как в ряде меморандумов подверг критике немецкую политику на оккупированных территориях, был снят с должности командира и назначен офицером связи при штабе РОА.

### Послевоенный период
В 1945—1946 годах был в американском плену. Затем работал сельскохозяйственным работником в районе Ильцен, а позднее — менеджером компании по производству семян в Баварии.
В 1948 году вступил в Свободную демократическую партию Баварии. В 1950 году стал одним из основателей Союза изгнанных и бесправных (СИБ) и был избран руководителем его баварского отделения. С 1951 года входил в руководство партии (в 1952 году переименованной в Общегерманский блок/Союз изгнанных и бесправных), а в 1954—1955 гг. являлся её председателем.
В 1950—1953 годах был одним из представителей СИБ в баварском ландтаге. С 3 января 1951 года до 24 февраля 1953 года занимал пост статс-секретаря по делам беженцев в баварском Министерстве внутренних дел.

### Федеральный политик
В 1953 году прошёл в бундестаг по баварскому списку ОБ/СИБ.
20 октября 1953 года федеральный канцлер Конрад Аденауэр назначил Оберлендера министром по делам беженцев. 1 февраля 1954 года министерство было переименовано в министерство по делам беженцев, переселенцев и пострадавших от войны.
12 июля 1955 года так называемая группа Крафта — Оберлендера объявила о выходе из фракции ОБ/СИБ. 15 июля группа вступила во фракцию ХДС/ХСС в качестве наблюдателей. В 1956 году члены группы вступили в ХДС, и 20 марта официально стали членами её фракции.
На федеральных выборах 1957 года был избран депутатом бундестага от ХДС по хильдесхаймскому избирательному округу. В то же время в СССР против него были выдвинуты обвинения в убийствах евреев и убийстве польских профессоров летом 1941 года во Львове вместе с бойцами батальона «Нахтигаль».

### Отставка

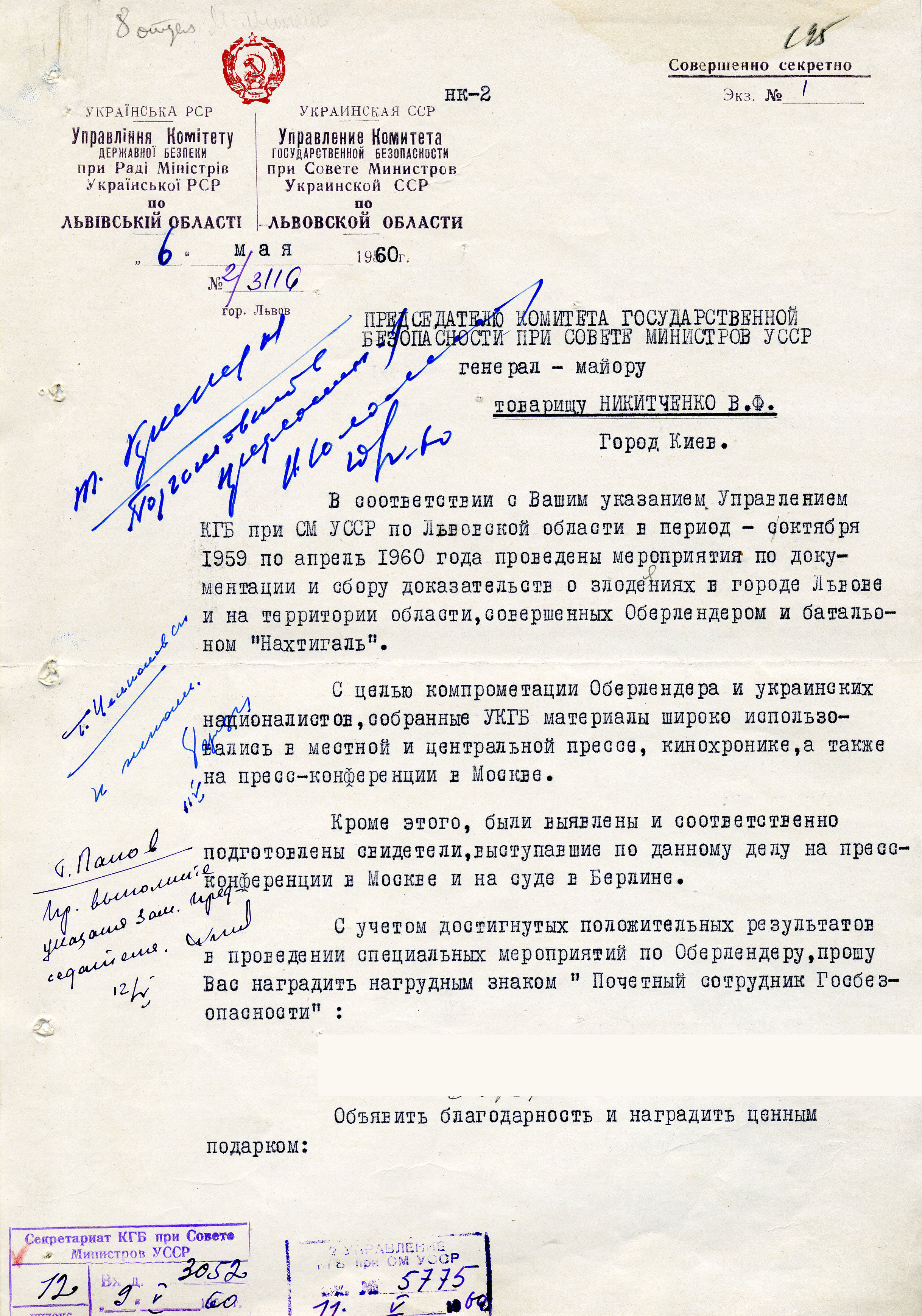
Рапорт председателю КГБ УССР о проведении мероприятий по разоблачению Оберлендера

Ввиду неоднократных заявлений о причастности Оберлендера к военным преступлениям, общественное давление на него неуклонно возрастало.
В 1960 году обвинялся советскими властями, в частности, за собственноручное убийство в октябре 1942 года пятнадцати человек в пятигорской тюрьме.
29 апреля 1960 года за расстрел нескольких тысяч евреев и поляков во Львове он был заочно приговорен восточногерманским судом к пожизненному заключению.
Оберлендер написал Аденауэру заявление об отставке, но тот отклонил его. Однако 4 мая, после того, как фракция СДПГ потребовала создать парламентскую комиссию для расследования дела Оберлендера, он вновь подал прошение об отставке, которая на этот раз была принята.

### Последующая жизнь
На выборах 1961 года Оберлендер был включен в список кандидатов ХДС в Нижней Саксонии, но потерпел поражение. Однако 9 мая 1963 года, через неделю после смерти депутата Элизабет Фитье, Оберлендер занял её кресло в бундестаге и оставался там до очередных выборов 1965 года.
В 1962 году обвинялся советскими властями в убийстве Степана Бандеры в противовес происходящему суду над Богданом Сташинским.
В 1970-х годах участвовал в работе Общества свободной публицистики и Ассоциации немцев за рубежом. В 1981 году был одним из подписавших Гейдельбергский манифест, направленный против дальнейшей иммиграции в ФРГ.
В 1986 году был награждён баварским орденом «За заслуги».
28 ноября 1993 года берлинский суд отменил приговор Верховного Суда ГДР от 29 апреля 1960 года по формальным основаниям.
В 1996 году против Оберлендера было возбуждено новое уголовное дело, в котором он обвинялся в убийстве гражданского лица в Кисловодске в 1942 году. Сам Оберлендер называл эти обвинения «советской ложью».
Является отцом профессора истории Эрвина Оберлендера и дедом профессора Кристиана Оберлендера.

## Публикации
- Die landwirtschaftlichen Grundlagen des Landes Litauen. [Berlin]: [Parey], 1930.
- Die Landflucht in Deutschland und ihre Bekämpfung durch agrarpolitische Maßnahmen. Langensalza, [1933].
- Die agrarische Überbevölkerung Polens, Berlin: Volk u. Reich Verl., 1935.
- Die soziale Erneuerung des Auslanddeutschtums. [Königsberg]: Bund Dt. Osten, 1935.
- Der neue Weg. [Königsberg]: Bund Dt. Osten, 1936.
- Die Landwirtschaft Posen-Pommerellens vor und nach der Abtrennung vom Deutschen Reich. Berlin: Volk u. Reich Verl., 1937.
- Nationalität und Volkswille im Memelgebiet. Greifswald: Bamberg, 1939.
- Die agrarische Überbevölkerung Ostmitteleuropas. In: Aubin, Hermann u. a. (Hrsg.): Deutsche Ostforschung. Ergebnisse und Aufgaben seit dem ersten Weltkrieg, Bd. 2 (Deutschland und der Osten. Quellen und Forschungen zur Geschichte ihrer Beziehungen, Bd. 21), Leipzig, 1943. S. 416—427.
- Bayern und sein Flüchtlingsproblem, München: Bayerisches Staatsministerium d. Innern, 1953.
- Die Überwindung der deutschen Not. Darmstadt: Leske, [1954].
- Das Weltflüchtlingsproblem: Ein Vortrag gehalten vor dem Rhein-Ruhr-Club am 8. Mai 1959. Sonderausg. des Arbeits- u. Sozialministers des Landes Nordrhein-Westfalen. Verleger, Bonn: Bundesministerium f. Vertriebene, Flüchtlinge u. Kriegsgeschädigte. 1959.
- Der Osten und die deutsche Wehrmacht. Sechs Denkschriften aus den Jahren 1941-43 gegen die NS-Kolonialthese. Asendorf: Mut-Verl., 1987. In: Zeitgeschichtliche Bibliothek; Bd. 2. ISBN 3-89182-026-7.